# Šče ne vmerla Ukrajiny
Šče ne vmerla Ukrajiny i slava, i volja (ukr. Ще не вмерла України і слава, і воля); je ukrajinska himna čiji tekst je napisao pjesnik Pavlo Platonovič Čubinskij 1862. godine. Himnu je uglazbio Mihajlo Mihajlovič Verbickij 1863. godine. Naslov himne «Šče ne vmerla Ukrajina» na hrvatskom jeziku doslovno glasi «Još nije umrla slava ni sloboda Ukrajine». Himna je također poznata pod imenima: «Još ne nestade slave Ukrajini», «Još ne nestade Ukrajina».

## Tekst na ukrajinskom
Ще не вмерла України і слава, і воля.

Ще нам, браття, молодії усміхнеться доля. 

Згинуть наші воріженьки, як роса на сонці,

Запануєм і ми, браття, у своїй сторонці.

Pripjev:

Душу й тіло ми положим за нашу свободу,

І покажем, що ми, браття, козацького роду.

## Transliteracija na latinicu
Šče ne vmerla Ukrajiny i slava, i volja,

Šče nam, brattja molodiji, usmihnetsja dolja.

Zhynuť naši vorižen'ky, jak rosa na sonci,

Zapanujem i my, brattja, u svojij storonci.

Pripjev:
Dušu j tilo my položym za našu svobodu

I pokažem, ščo my, brattja, kozackoho rodu.

## Hrvatski doslovni prijevod
Još nije umrla slava ni sloboda Ukrajine,
Još će nam se, braćo mlada, osmjehnuti sudba.
Izginut će naši neprijatelji kao rosa na suncu,
Zavladat ćemo i mi, braćo, u svojoj domovini.
Pripjev:
Položimo dušu i tijelo za našu slobodu,
I pokažimo da smo braća kozačkoga roda.

## Hrvatski književni prijevod
Još Ukrajine ne nestade (Još ne odumre Ukrajina)
Ne nestadoše Ukrajini ni slava ni sloboda još,
Braćo Ukrajinci, nasmiješit će se nama sudba još.
K'o ni rose na suncu, naših neprijatelja neće bit',
I mi braćo domovini svojoj gospodari ćemo bit'!
I dušu i tijelo svojoj slobodi dat ćemo,
I da kozačkog roda jesmo pokazat ćemo!

## Vanjske poveznice
- Zakon Ukrajine o državnoj himni (ukr.)
- Державний Гімн України (у форматі mp3; 1.7 МВ) на сайті Верховної Ради України Himna Ukrajine MP3  Arhivirana inačica izvorne stranice od 5. srpnja 2007. (Wayback Machine)